# Cheilotrichia (Cheilotrichia) schmidiana
Cheilotrichia (Cheilotrichia) schmidiana is een tweevleugelige uit de familie steltmuggen (Limoniidae). De soort komt voor in het Oriëntaals gebied.